# Le Pic du Diable
Le Pic du Diable est un roman policier de Deon Meyer, paru en 2005 en Afrique du Sud sous le titre Infanta et publié deux ans plus tard en anglais sous le titre Devil's Peak. 
Ce roman inaugure une série de sept romans policiers ayant pour héros l'inspecteur Benny Griessel.
Il est traduit en français par Estelle Roudet en 2007.

## Résumé
Thobela Mpayipheli est un ex-agent du KGB qui raccroche pour s'occuper de son fils adoptif Pakamile. Lorsque celui-ci est tué, Thobela n'a plus qu'une idée en tête : faire justice et pourchasser tous les bourreaux d'enfants à travers le pays. L'inspecteur Griessel, alcoolique notoire, s'occupe de l'enquête mais il doit aussi composer avec ses problèmes familiaux et avec Christine, une prostituée fraîchement rencontrée qui craint pour son enfant.